# Valkiainen (sjö i Kajanaland, lat 64,67, long 29,13)
Ala-Valkeainen eller Valkiainen är en sjö i Finland. Den ligger i kommunen Suomussalmi i landskapet Kajanaland, i den centrala delen av landet, 500 km norr om huvudstaden Helsingfors. Ala-Valkeainen ligger 205 meter över havet. Den är 15 meter djup. Arean är 91,3 hektar och strandlinjen är 6,59 kilometer lång. Sjön  ingår i Uleälvens huvudavrinningsområde. 